# X-Men: Apocalypse
X-Men: Apocalypse – amerykański fantastycznonaukowy film akcji z 2016 roku na podstawie serii komiksów o grupie superbohaterów o tej samej nazwie wydawnictwa Marvel Comics. Za reżyserię filmu odpowiadał Bryan Singer na podstawie scenariusza Simona Kinberga. W rolach głównych wystąpili: James McAvoy, Michael Fassbender, Jennifer Lawrence, Oscar Isaac, Nicholas Hoult, Rose Byrne, Tye Sheridan, Sophie Turner, Olivia Munn i Lucas Till.
Starożytny mutant En Sabah Nur, przebudzony w 1983 roku, planuje zniszczyć ludzką rasę oraz przejąć panowanie nad światem. Powstrzymać go próbuje drużyna X-Men, której przyjdzie się zmierzyć z jego czterema Jeźdźcami Apokalipsy.
Światowa premiera filmu Apocalypse miała miejsce 9 maja 2016 roku w Londynie. W Polsce film zadebiutował 20 maja tego samego roku. Film zarobił ponad 540 milionów dolarów przy budżecie 178 milionów i otrzymał mieszane oceny od krytyków. Apocalypse jest dziewiątą produkcją wchodzącą w skład franczyzy uniwersum filmowego osadzonego w świecie X-Men oraz bezpośrednią kontynuacją X-Men: Przeszłość, która nadejdzie. Jego sequel X-Men: Mroczna Phoenix miał premierę w 2019 roku. W 2019 roku, po odzyskaniu praw do ekranizacji przez Marvel Studios, Kevin Feige zapowiedział reboot będący częścią franczyzy Filmowego Uniwersum Marvela.

## Streszczenie fabuły
W 3600 roku p.n.e. potężny mutant En Sabah Nur został okrzyknięty bogiem o imieniu Apocalypse. Rządził on starożytnym Egiptem, do momentu, kiedy został pogrzebany żywcem podczas buntu. Przebudziwszy się w 1983 roku dochodzi do wniosku, że ludzkość zgubiła swoją drogę. Dążąc do zniszczenia świata i przeorganizowania go według własnej wizji, rekrutuje kontrolującą pogodę mutantkę Ororo Munroe i rozwija jej umiejętności. Tymczasem w Ohio zdolności Scotta Summersa ujawniają się po tym, jak zostaje zaatakowany w łazience przez innego ucznia. W Berlinie Wschodnim zmiennokształtna mutantka Raven uwalnia umiejącego teleportować się Kurta Wagnera z nielegalnej walki w klatce przeciwko Angelowi i załatwia mu transport do Ameryki u Calibana. Apocalypse później rekrutuje ochroniarza Calibana, Psylocke i Angela, potęgując ich moce.
Alex Summers prowadzi swojego brata Scotta do instytutu profesora Charlesa Xaviera mając nadzieję, że Xavier i współpracujący z nim Hank McCoy będą w stanie nauczyć Scotta kontrolować jego umiejętności. W instytucie Scott spotyka Jean Grey, w której się zakochuje. Rosnąca moc Apocalypse’a zaczyna powodować niepokoje na całym świecie. Xavier i Alex spotykają się w tej sprawie z agentką CIA Moirą MacTaggert, która zajmowała się badaniem legendy Apocalypse’a. Ta opowiada im o jego pochodzeniu: urodził się on tysiące lat temu w Egipcie jako pierwszy z mutantów i kierował drużyną zmutowanych wojowników znanych jako Czterej Jeźdźcy.
Erik Lehnsherr mieszka w komunistycznej Polsce, gdzie założył rodzinę i pracuje w fabryce. Podczas wstrząsu sejsmicznego używa swoich mocy, aby uratować jednego ze współpracowników, co powoduje próbę jego aresztowania przez milicję. Jeden z żołnierzy przypadkowo zabija jego córkę i żonę. Erik zabija całą grupę. Później pojawia się w fabryce z zamiarem zabicia wszystkich pracowników, jednak zjawia się Apocalypse, który go wyręcza i zabiera do Auschwitz. Zachęcony przez Apocalypse’a do użycia swoich mocy, Erik niszczy obóz i dołącza do niego. Apocalypse podłącza się do Cerebro, kiedy Xavier go używa, i zmusza Xaviera do spowodowania, by supermocarstwa wystrzeliły w kosmos cały arsenał nuklearny, który mógłby zniweczyć jego plan.
Apocalypse i jego Czterej Jeźdźcy przybywają do posiadłości Xaviera i porywają go. Próbując ich powstrzymać, Alex powoduje eksplozję, która niszczy budynek. Pojawia się Peter Maximoff i dzięki swojej superszybkości udaje mu się ewakuować budynek. Alex zostaje uznany za zmarłego. Siły pułkownika Williama Strykera pojawiają się w zrujnowanej posiadłości i zabierają Hanka, Raven, Petera i Moirę na przesłuchanie. Scott, Jean i Kurt potajemnie podążają za nimi i uwalniają ich z pomocą stworzonego eksperymentalnie przez Strykera Weapon X, któremu Jean przywraca częściowo pamięć. W międzyczasie Apocalypse, Xavier i Jeźdźcy docierają do Kairu.
Erik wykorzystuje swoje moce do manipulowania biegunami magnetycznymi Ziemi, co powoduje ogromne zniszczenia na całej planecie. Apocalypse ujawnia, że chce przenieść swą świadomość do ciała Xaviera, aby zniewolić każdą osobę na Ziemi. Zmusza Xaviera, aby wysłał odpowiednią wiadomość do ludzkości. Jednak Xavier potajemnie wysyła telepatyczne wezwanie pomocy do Jean, a także błaga mutantów, aby chronili ludzi. X-Meni udają się do Kairu, aby powstrzymać Apocalypse’a i uratować Xaviera. W tym czasie Apocalypse używa swoich mocy, niszczy miasto i przekształca je w ogromną piramidę, która ma posłużyć jako schronienie podczas realizacji planu. Nightcrawler dostaje się do piramidy i wydostaje Xaviera. Kiedy Angel i Psylocke atakują samolot, w którym uciekali X-meni, Nightcrawler teleportuje ich, a samolot się rozbija. Wszyscy są przekonani, że Angel zginął.
Erik i Ororo buntują się przeciwko Apocalypse’owi i atakują go razem ze Scottem, podczas gdy Xavier walczy z nim telepatycznie. Profesor zachęca Jean do uwolnienia drzemiącej w niej potęgi, dzięki której dziewczyna niszczy ciało Apocalypse’a. Po bitwie Xavier i Moira odnawiają swój związek, a Erik i Jean pomagają odbudować szkołę. Erik odrzuca ofertę Xaviera, by zostać i pomóc w nauczaniu. Peter postanawia nie mówić jeszcze Erikowi, że jest jego synem. Hank i Raven zajmują się szkoleniem nowych rekrutów X-Menów: Scotta, Jean, Ororo, Kurta i Petera.
W scenie po napisach mężczyźni w czarnych garniturach odwiedzają laboratorium, w którym powstał Weapon X, aby w imieniu Essex Corporation zabrać jego zdjęcie rentgenowskie i próbkę krwi.

## Obsada
| Polski dubbing |
| • Waldemar Barwiński jako Charles Xavier / Profesor X • Piotr Zelt jako Eric Lensherr / Magneto • Lidia Sadowa jako Raven Darkholme / Mystique • Jacek Król jako En Sabah Nur / Apocalypse • Lesław Żurek jako Henry „Hank” McCoy / Beast • Klementyna Umer jako Moira MacTaggert • Paweł Krucz jako Scott Summers / Cyclops • Marta Markowicz jako Jean Grey • Olga Omeljaniec jako Psylocke • Otar Saralidze jako Alexander Summers / Havok |

- James McAvoy jako Charles Xavier / Profesor X, mutant posiadający zdolność telepatii, pacyfista. Założyciel Szkoły Xaviera dla Utalentowanych Dzieci oraz X-Menów[4].
- Michael Fassbender jako Eric Lensherr / Magneto, mutant posiadający umiejętność manipulowania polem magnetycznym oraz metalem[4].
- Jennifer Lawrence jako Raven Darkholme / Mystique, mutantka posiadająca zdolność zmiany swojego wyglądu[4].
- Oscar Isaac jako En Sabah Nur / Apocalypse, starożytny mutant, uznawany za najstarszego z nich, posiadający wiele różnych zdolności, w tym telekinezy, teleportacji i możliwości powiększania umiejętności innych mutantów[5].
- Nicholas Hoult jako Henry „Hank” McCoy / Beast, mutant pokryty futrem, mający chwytne stopy i nadludzkie zdolności fizyczne[4].
- Rose Byrne jako Moira MacTaggert, agentka CIA[6].
- Tye Sheridan jako Scott Summers / Cyclops, mutant posiadający zdolność generowania wiązek energii z oczu, który w związku z tym nosi specjalne okulary. Jest młodszym bratem Alexandra[7].
- Sophie Turner jako Jean Grey, mutantka posiadająca zdolności telekinetyczne i telepatyczne[7].
- Olivia Munn jako Psylocke, mutantka posiadająca zdolności telekinetyczne i telepatyczne, która potrafi też posługiwać się energią psychiczną zazwyczaj w postaci tarczy energetycznej[8].
- Lucas Till jako Alex Summers / Havok, mutant, który ma zdolność pochłaniania energii i wyładowywania jej w postaci wybuchów. Scott jest jego młodszym bratem[9].

W filmie wystąpili również: Evan Peters jako Peter Maximoff / Quicksilver, mutant posiadający umiejętność poruszania się z nadludzką szybkością; Alexandra Shipp jako Ororo Munroe / Storm, mutantka umiejąca kontrolować pogodę; Kodi Smit-McPhee jako Kurt Wagner / Nightcrawler, mutant posiadający umiejętność teleportacji; Lana Condor jako Jubilee, mutanka umiejąca tworzyć energię plazmoidową; Ben Hardy jako Warren Worthington III / Angel, mutant posiadający skrzydła i umiejętność latania; Josh Helman jako pułkownik William Stryker, który nienawidzi mutantów; Tómas Lemarquis jako Caliban, mutant, który wyczuwa innych mutantów; „Giant” Gustav Claude Ouimet jako Blob, mutant o olbrzymiej masie ciała posiadający nadludzką siłę; Carolina Bartczak jako żona Magneto, Magda Gurzsky i T.J. McGibbon jako jego córka Nina Gurzsky oraz Warren Scherer, Rochelle Okoye, Monique Ganderton, Fraser Aitcheson jako czterej porucznicy En Sabah Nura: Zaraza, Głód, Śmierć i Wojna. Zehra Leverman powtórzyła swoją rolę jako pani Maximoff, matka Petera.
W rolach cameo pojawili się Hugh Jackman jako James „Logan” Howlett / Wolverine i twórca komiksów Marvel Comics, Stan Lee razem ze swoją żoną Joan jako świadkowie uruchomienia rakiet jądrowych.

## Produkcja

### Rozwój projektu

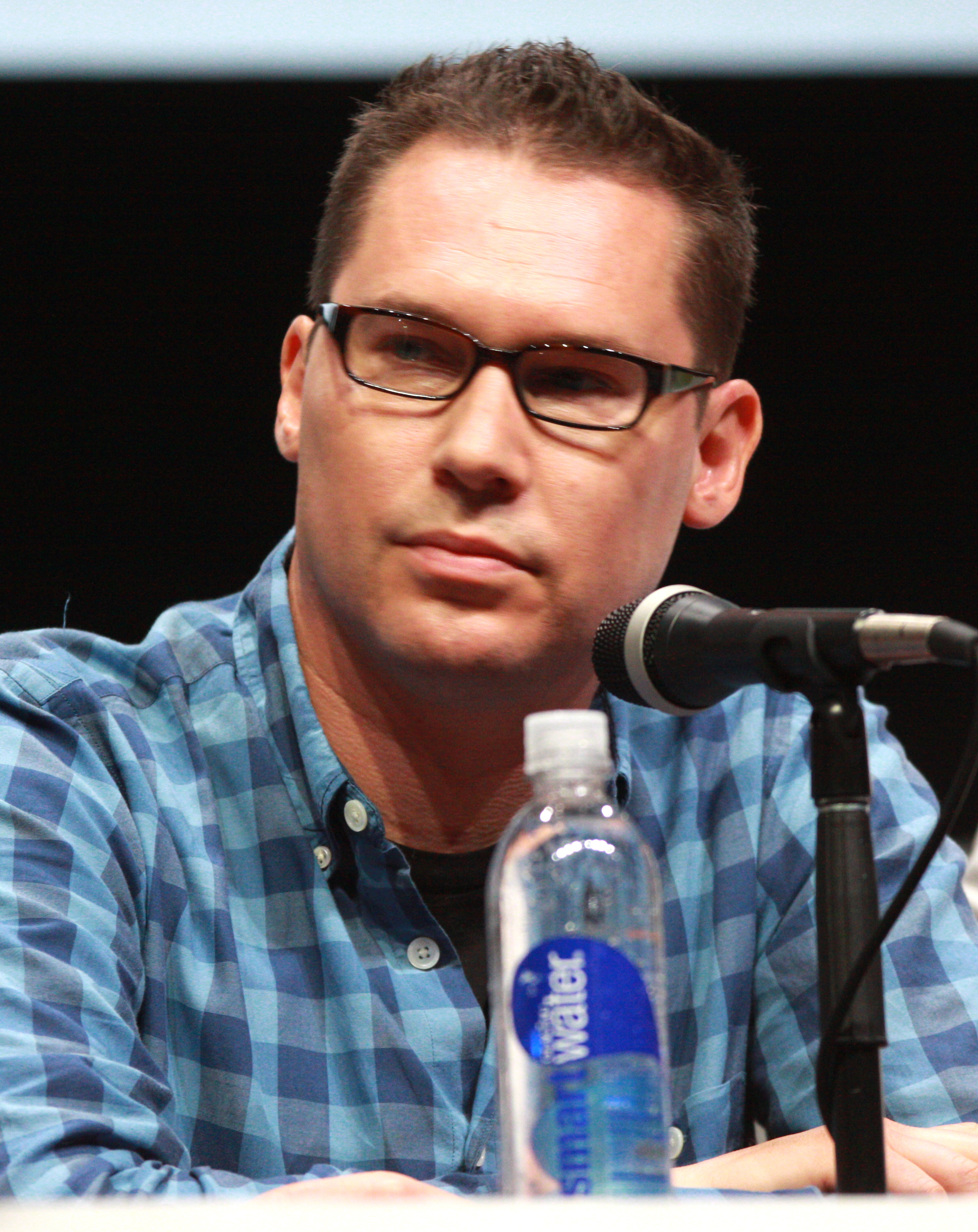
Bryan Singer, reżyser filmu

W grudniu 2013 roku Bryan Singer zapowiedział film ujawniając również datę premiery, zaplanowaną na 27 maja 2016 roku. W tym samym miesiącu ujawniono, że za scenariusz odpowiadać będą Simona Kinberg, Dan Harris i Michael Dougherty. Akcja filmu miała dziać się w 1983 roku, 20 lat przed pierwszym filmem serii.

### Casting
W kwietniu 2014 roku poinformowano, że swoje role powtórzą James McAvoy jako Charles Xavier, Michael Fassbender jako Magneto, Jennifer Lawrence jako Mystique i Nicholas Hoult jako Hank McCoy, a w następnym miesiącu ujawniono, że w filmie pojawią się młodsze wersje Cyclopsa, Storm i Jean Grey. W listopadzie 2014 roku ogłoszono, że w rolę Apocalypse’a wcieli się Oscar Isaac. 
W styczniu 2015 roku poinformowano, że w rolę młodych mutantów wcielą się: Tye Sheridan jako Cyclops, Alexandra Shipp jako Storm i Sophie Turner jako Jean Grey. Ujawniono też, że Rose Byrne ponownie wcieli się Moirę MacTaggert. W następnym miesiącu Kodi Smit-McPhee został obsadzony w młodszej wersji Nightcrawlera oraz Evan Peters potwierdził, że zagra ponownie Quicksilvera. W marcu poinformowano, że Lana Condor zagra Jubilee, a kwietniu do obsady dołączyli: Ben Hardy jako Angel, Olivia Munn jako Psylocke oraz Lucas Till ponownie jako Havok. W lipcu 2015 roku poinformowano, że Josh Helman powróci jako William Stryker. 
W kwietniu 2016 roku ujawniono, że Hugh Jackman wystąpi w roli cameo jako Wolverine.

### Zdjęcia i postprodukcja
Zdjęcia rozpoczęły się w kwietniu 2015 w Montrealu w Kanadzie i zakończyły się w sierpniu tego samego roku. Za zdjęcia odpowiadał Newton Thomas Sigel, scenografią zajął się Grant Major, a kostiumy zaprojektowała Louise Mingenbach. 
Montażem zajęli się John Ottman i Michael Louis Hill. Efekty specjalne przygotowały studia: Moving Picture Company, Digital Domain, Rising Sun Pictures, Cinesite, Raynault, Hydraulx, Mels Studios, Exceptional Minds, BUF Compagnie, Lola VFX i Legacy Effects, a odpowiadał za nie Steve Hamilton.

## Muzyka
W marcu 2015 roku poinformowano, że John Ottman skomponuje muzykę do filmu. Ścieżka dźwiękowa X-Men: Apocalypse (Original Motion Picture Soundtrack) została wydana cyfrowo 20 maja 2016 roku, a fizycznie 17 czerwca tego samego roku. W filmie wykorzystano również utwory: „Sweet Dreams (Are Made of This)” duetu Eurythmics czy „The Four Horsemen” zespołu Metallica.
| X-Men: Apocalypse (Original Motion Picture Soundtrack) – 2016 | X-Men: Apocalypse (Original Motion Picture Soundtrack) – 2016 | X-Men: Apocalypse (Original Motion Picture Soundtrack) – 2016 | X-Men: Apocalypse (Original Motion Picture Soundtrack) – 2016 |
| Nr                                                            | Tytuł utworu                                                  | Autor                                                         | Długość                                                       |
| ------------------------------------------------------------- | ------------------------------------------------------------- | ------------------------------------------------------------- | ------------------------------------------------------------- |
| 1.                                                            | „Apocalypse”                                                  | J. Ottman                                                     | 3:43                                                          |
| 2.                                                            | „The Transference”                                            | J. Ottman                                                     | 3:50                                                          |
| 3.                                                            | „Pyramid Collapse / Main Titles”                              | J. Ottman                                                     | 2:25                                                          |
| 4.                                                            | „Eric’s New Life”                                             | J. Ottman                                                     | 1:27                                                          |
| 5.                                                            | „Just a Dream”                                                | J. Ottman                                                     | 1:16                                                          |
| 6.                                                            | „Moira’s Discovery / Apocalypse Awakes”                       | J. Ottman                                                     | 4:35                                                          |
| 7.                                                            | „Shattered Life”                                              | J. Ottman                                                     | 2:54                                                          |
| 8.                                                            | „Going Grey / Who the F are You?”                             | J. Ottman                                                     | 1:49                                                          |
| 9.                                                            | „Eric’s Rebirth”                                              | J. Ottman                                                     | 2:48                                                          |
| 10.                                                           | „Contacting Eric / The Answer!”                               | J. Ottman                                                     | 5:01                                                          |
| 11.                                                           | „Beethoven Havok”                                             | J. Ottman                                                     | 2:53                                                          |
| 12.                                                           | „You Can See”                                                 | J. Ottman                                                     | 1:31                                                          |
| 13.                                                           | „New Pyramid”                                                 | J. Ottman                                                     | 2:13                                                          |
| 14.                                                           | „Recruiting Psylocke”                                         | J. Ottman                                                     | 2:04                                                          |
| 15.                                                           | „Split them Up!”                                              | J. Ottman                                                     | 4:15                                                          |
| 16.                                                           | „A Piece of his Past”                                         | J. Ottman                                                     | 1:42                                                          |
| 17.                                                           | „The Magneto Effect”                                          | J. Ottman                                                     | 4:26                                                          |
| 18.                                                           | „Jet Memories”                                                | J. Ottman                                                     | 1:46                                                          |
| 19.                                                           | „The Message / Some Kind of Weapon”                           | J. Ottman                                                     | 4:01                                                          |
| 20.                                                           | „Great Hero / You Betray Me”                                  | J. Ottman                                                     | 5:13                                                          |
| 21.                                                           | „Like a Fire”                                                 | J. Ottman                                                     | 4:24                                                          |
| 22.                                                           | „What Beach?”                                                 | J. Ottman                                                     | 1:51                                                          |
| 23.                                                           | „Rebuilding / Cuffed / Goodbye Old Friend”                    | J. Ottman                                                     | 3:35                                                          |
| 24.                                                           | „You’re X-Men / End Titles”                                   | J. Ottman                                                     | 4:09                                                          |
| 25.                                                           | „Rest Young Child”                                            | J. Ottman                                                     | 2:18                                                          |
|                                                               |                                                               |                                                               | 1:16:09                                                       |

## Promocja

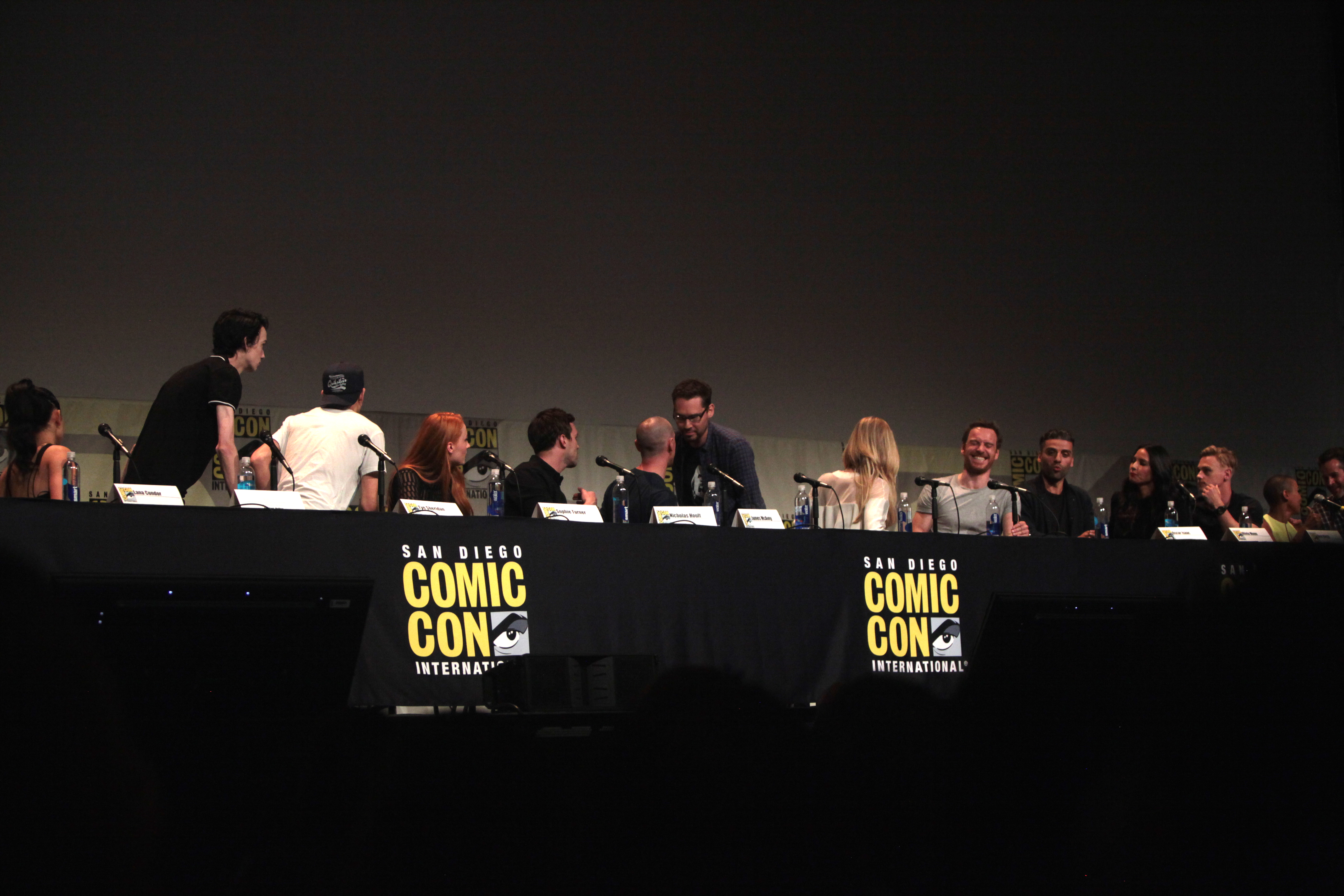
Obsady i twórcy filmu podczas panelu na San Diego Comic-Conie

W lipcu 2015 roku obsada i reżyser pojawili się na San Diego Comic-Conie. 7 lutego 2016 roku zaprezentowano zwiastun filmu podczas 50. Super Bowl.
W październiku 2015 studio nawiązano współpracę z Mars Incorporated, gdzie M&M’s wykorzystywane miały być w materiałach promocyjnych, natomiast w grudniu tego samego roku z Kia Motors.

## Wydanie
Światowa premiera filmu X-Men: Apocalypse odbyła się 9 maja 2016 w Londynie. Podczas wydarzenia uczestniczyła obsada i produkcja filmu oraz zaproszeni specjalni goście. Premierze tej towarzyszył czerwony dywan oraz szereg konferencji prasowych. Dla szerszej publiczności w Wielkiej Brytanii film zadebiutował 18 maja, w Polsce 20 maja, a w Stanach Zjednoczonych 27 maja.

## Odbiór

### Box office
Film mając budżet wynoszący 178 milionów dolarów zarobił ponad 540 milionów, z czego ponad 155 milionów w Stanach Zjednoczonych i Kanadzie oraz ponad milion w Polsce. W weekend otwarcia film uzyskał na świecie ponad 100 milionów dolarów, a w Stanach Zjednoczonych i Kanadzie zarobił prawie 65 milionów dolarów. 

### Krytyka w mediach
Film spotkał się z mieszaną reakcją krytyków. W serwisie Rotten Tomatoes 47% z 339 recenzji uznano za pozytywne, a średnia ocen wystawionych na ich podstawie wyniosła 5,65/10. Na portalu Metacritic średnia ważona ocen z 48 recenzji wyniosła 52 punkty na 100. Natomiast według serwisu CinemaScore, zajmującego się mierzeniem atrakcyjności filmów w Stanach Zjednoczonych, publiczność przyznała mu ocenę A- w skali od F do A+.
Kristy Puchko z portalu Comic Book Resources napisała: „X-Men: Apocalypse może sprawić, że wyszepczesz: »nigdy więcej mutantów« [...] [Film] jest olbrzymim rozczarowaniem, robi się nudny i monotonny, kiedy powinien być porywający i wymyślny”. Scott Mendelson z „Forbes” stwierdził: „X-Men: Apocalypse to katastrofalny zabójca franczyzy [...] jest to rodzaj filmu, który doprowadza do tak zwanego »zmęczenia superbohaterami« [...], sprawia, że nie chcę czekać na kolejną część”. Geoff Berkshire z „Variety” napisał: „Bryan Singer swoim czwartym filmem o X-Men zawodzi zbyt wieloma postaciami i zbytnim poleganiem na efektach specjalnych”. Chris Nashawaty z „Entertainment Weekly” napisał: „To jest film za bardzo o wszystkim, wyjąwszy rzeczy, które powinny mieć największe znaczenie – nowatorstwo, kreatywność i zabawa”. Natomiast Todd McCarthy z „The Hollywood Reporter” stwierdził: „Pomimo niezaprzeczalnie ogromnej ilości akcji X-Men: Apocalypse należy zdecydowanie do przypadków, w których więcej znaczy mniej, zwłaszcza w porównaniu z zaskakującą akcją i bardziej interesującymi interakcjami w innej wielkiej franczyzie Marvela”.
Marcin Pietrzyk z portalu Filmweb napisał: „O ile zestaw bohaterów jest bardzo satysfakcjonujący, a fabuła znośna, o tyle piętą achillesową X-Men: Apocalypse są widowiskowe sceny akcji. W nim właśnie widać zadyszkę Singera, kiedy próbuje nadążyć za konkurencją”. Kamil Śmiałkowski z serwisu NaEkranie.pl stwierdził: „To dobry film. Może nie aż na miarę najnowszego Kapitana Ameryki, ale to właściwie jedyny zarzut jaki miałbym do niego. Gdyby to ta premiera była o kilka tygodni wcześniej, byłbym z pewnością jeszcze bardziej zachwycony”. Jan Stąpor z tygodnika „Wprost” napisał: „A jednak rozczarowanie – tak krótko można skomentować najnowszą odsłonę cyklu o mutantach, X-Men: Apocalypse”. Piotr Piskozub z serwisu Stopklatka.pl stwierdził: „X-Men: Apocalypse, najnowszy film z sagi o Mutantach, to umiejętnie zaserwowana lekcja z kinowych doznań apokaliptycznych. Choć niepozbawiona mankamentów, broni się jednak odważną grą na naszych przyzwyczajeniach i sentymentach. X Muza po raz kolejny przekonuje nas, że wizje końca świata potrafią być piękniejsze, niż moglibyśmy to zakładać”.

### Nagrody i nominacje
| Rok  | Ceremonia                       | Kategoria                                                        | Nominowani | Rezultat  | Przypis       |
| ---- | ------------------------------- | ---------------------------------------------------------------- | --- | --------- | ------------- |
| 2016 | Teen Choice Awards              | Ulubiony film lata                                               | X-Men: Apocalypse | Nominacja | [ 50 ] [ 51 ] |
| 2016 | Teen Choice Awards              | Najlepszy filmowy wybuch złości                                  | Hugh Jackman | Nominacja | [ 50 ] [ 51 ] |
| 2016 | Teen Choice Awards              | Przełomowa rola kinowa                                           | Alexandra Shipp | Nominacja | [ 50 ] [ 51 ] |
| 2016 | Teen Choice Awards              | Ulubiona postać kradnąca sceny                                   | Evan Peters | Nominacja | [ 50 ] [ 51 ] |
| 2016 | Golden Schmoes Awards           | Największe rozczarowanie                                         | X-Men: Apocalypse | Nominacja | [ 52 ]        |
| 2016 | Hollywood Music in Media Awards | Najlepsza oryginalna ścieżka dźwiękowa w filmie sci-fi / fantasy | John Ottman | Nominacja | [ 53 ]        |
| 2017 | People’s Choice Awards          | Ulubiony film akcji                                              | X-Men: Apocalypse | Nominacja | [ 54 ]        |
| 2017 | People’s Choice Awards          | Ulubiona aktorka filmowa                                         | Jennifer Lawrence | Wygrana   | [ 54 ]        |
| 2017 | People’s Choice Awards          | Ulubiona aktorka w filmie akcji                                  | Jennifer Lawrence | Nominacja | [ 54 ]        |
| 2017 | Kids’ Choice Awards             | Ulubiony bohater                                                 | Jennifer Lawrence | Nominacja | [ 55 ]        |
| 2017 | Kids’ Choice Awards             | Ulubiona drużyna                                                 | Alexandra Shipp, Ben Hardy, Evan Peters, James McAvoy, Jennifer Lawrence, Kodi Smit-McPhee, Michael Fassbender, Nicholas Hoult, Olivia Munn, Sophie Turner, Tye Sheridan | Nominacja | [ 55 ]        |
| 2017 | Saturn Awards                   | Najlepsza adaptacja komiksu                                      | X-Men: Apocalypse | Nominacja | [ 56 ]        |
| 2017 | Saturn Awards                   | Najlepsza reżyseria                                              | Bryan Singer | Nominacja | [ 56 ]        |
| 2017 | Saturn Awards                   | Najlepsza charakteryzacja                                        | Charles Carter, Rita Ciccozzi, Rosalina Da Silva | Nominacja | [ 56 ]        |
| 2017 | VES Awards                      | Najlepsza kompozycja w filmie aktorskim                          | Jess Burnheim, Alana Newell, Andy Peel, Matthew Shaw | Nominacja | [ 57 ]        |

## Kontynuacja, anulowane projekty i reboot Filmowego Uniwersum Marvela
W maju 2016 roku Simon Kinberg zapowiedział, że 20th Century Fox planuje kolejną trylogię, która tym razem ma się koncentrować na młodych mutantach. W lutym 2017 roku poinformowano, że Kinberg rozpoczął negocjacje ze studiem dotyczące wyreżyserowania kontynuacji na podstawie własnego scenariusza inspirowanymi komiksami Dark Phoenix Saga. X-Men: Mroczna Phoenix miała premierę w 2019 roku. W głównych rolach powrócili James McAvoy, Michael Fassbender, Jennifer Lawrence, Nicholas Hoult, Sophie Turner, Tye Sheridan i Alexandra Shipp. Dołączyła do nich Jessica Chastain jako Vuk.
Studio rozwijało też kilka spin-offów franczyzy filmowej o X-Menach, między innymi Gambit z Channingiem Tatumem w głównej roli, Multiple Man z Jamesem Franco, Kitty Pryde z Elliotem Pagem oraz filmy o Alpha Flight i o Exiles.
W 2019 roku The Walt Disney Company sfinalizował transakcję zakupu 21st Century Fox, wskutek czego wszystkie filmy Foxa związane z franczyzą zostały anulowane, w tym spin-offy i kontynuacje Mrocznej Phoenix, a Marvel Studios przejęło kontrolę nad postaciami. Prezes Disneya, Robert Iger, poinformował, że X-Meni zostaną włączeni do Filmowego Uniwersum Marvela. W lipcu 2019 roku podczas San Diego Comic-Conu Kevin Feige zapowiedział, że studio pracuje nad rebootem filmu o mutantach.
W 2020 roku premierę miał ostatni film franczyzy filmowej o X-Menach, samodzielny spin-off, Nowi mutanci.